# Ludwig Ginsberg
Ludwig Ginsberg (* 31. Dezember 1873 in Berlin; † 30. März 1939 in Berlin) war ein Berliner Bankier und Kunstsammler. Er besaß die größte Menzel-Sammlung, die sich je in Privathand befunden hat.

## Leben
Ludwig Ginsberg war ein Sohn von Adolf (oder Adolph) und Franziska geb Sachs. Er wuchs mit fünf Geschwistern in der Viktoriastraße 9 in Berlin auf, wo auch, zusammen mit dem jüngsten Sohn Wilhelm, der Violinist Bronisław Huberman erzogen wurde, nachdem er 1892 zur weiteren Ausbildung durch Joseph Joachim nach Berlin gekommen war.
Die ebenso reiche wie kunstsinnige Familie Ginsberg stammte aus Russland; im 19. Jahrhundert betrieb sie in Polen Fabriken zur Verarbeitung von Baumwolle. 1866 wurde das Bankgeschäft Gebrüder Ginsberg ins Leben gerufen, in dem Ludwig Ginsberg Gesellschafter war, bis er im Zuge der „Arisierung“ im Jahr 1938 diese Position verlor. Viele Jahre lang war er Vorsitzender der Israelitischen Taubstummenanstalt in Berlin-Weißensee.
Bronisław Huberman, der nach der Machtübernahme der Nationalsozialisten Deutschland verlassen und 1936 das Palestine Orchestra gegründet hatte, konnte fast tausend Menschen das Leben retten. Auch Ludwig Ginsbergs ältere Tochter Alice konnte mit Hubermans Hilfe noch kurz vor dem Ausbruch des Zweiten Weltkrieges emigrieren und nach London gelangen. Lotte Ginsberg, die zweite Tochter, war geistig eingeschränkt und auf Betreuung angewiesen. Sie konnte nicht mehr außer Landes gebracht werden und wurde 1942 deportiert und ermordet.
Ginsbergs Menzel-Sammlung, die wertvolle Papierarbeiten und seltene Drucke enthielt, wurde auseinandergerissen und versteigert. Dies begann bereits 1930 mit Ginsbergs Versuch, einen Teil der Werke zu verkaufen, offenbar damals unter dem Eindruck der Weltwirtschaftskrise. Doch 71 Lots mit rund 150 Blättern fanden damals keinen Käufer und gingen an Ginsberg zurück. 1935 standen 120 Lots zum Verkauf, diesmal wohl, um die Reichsfluchtsteuer für Ludwig Ginsberg und seine beiden Töchter zu finanzieren.
Ginsberg starb am 29. März 1939 um 4:15 Uhr in seiner Wohnung in der Barbarossastraße 52 in Berlin-Schöneberg. Seine Sterbeurkunde gibt "Grippe-Lungenentzündung" als Todesursache an.
Große Teile der Sammlung gelten als verschollen. Einzelne Blätter daraus tauchten in der Sammlung im Kupferstichkabinett Berlin und im Leopold-Hoesch-Museum in Düren auf. In einem Projekt der TU Berlin, das von Dodi Reifenberg, einem Urgroßneffen Ginsbergs, initiiert wurde, soll das Schicksal der Sammlung erforscht werden. Außerdem ist eine Monographie und eine Ausstellung zur Geschichte der Familie geplant. Begleitet wird das Projekt von der Filmemacherin Julia Albrecht.